# Mané Rutual
Das Ganggrab (Dolmen) von Mané Rutual (auch Mané Rutuel oder Mané Rethual) gehört zu den bedeutenden Megalithbauten im Bereich des Golfs von Morbihan in der Bretagne. Das gesamte Bauwerk war ursprünglich von einem Tumulus (Cairn) aus kleinen Bruchsteinen bedeckt, die abgetragen wurden.
Es wurde bereits im Jahr 1889 zum Monument historique erklärt.

## Lage
Das Bauwerk ist ein Dolmen in V-Form (« chambre en V », nach J. L’Helgouach) und liegt etwa 300 m in südöstlicher Richtung von der archäologischen Stätte der Table des Marchand und des Grand Menhir-Brisé am Ortsrand von Locmariaquer entfernt und ist für Besucher frei zugänglich.

## Baugeschichte
Unter der Leitung von Zacharie Le Rouzic wurden in den Jahren 1923 und 1936 Restaurierungsarbeiten durchgeführt, bei denen die schrägliegende und in zwei bzw. drei Stücke zerbrochene Deckenplatte der Hauptkammer wieder in die Waagerechte gebracht und durch Einfügen mehrerer Betonpfeiler stabilisiert wurde. Aus denselben Gründen wurden die Lücken zwischen den weitgehend freistehenden Orthostaten mit Bruchsteinen gefüllt und der gesamte Bau seitlich mit Sand und Erde angeschüttet.

## Architektur

### Ausrichtung und Maße
Wie bei vielen Dolmen und Ganggräbern im Bereich des Golfs von Morbihan ist der Eingang des Mané Rutual nach Südosten orientiert; die Kammer liegt im Nordwesten der Anlage. Mit einer Gesamtlänge von über 20 m (Gang ca. 9,50 m, Vorkammer ca. 6,50 m, Hauptkammer ca. 5 m) ist es – vor Gavrinis – das längste Galeriegrab in der Bretagne.

### Steine
Die meisten der verwendeten Steine bestehen aus örtlichem Granit. Drei Steine (darunter auch der große gebrochene Deckstein) sind aus so genanntem Orthogneis, der leichter zu bearbeiten, d. h. zu glätten und zu ritzen war, der aber aus den Steinbrüchen von Auray (etwa 10 km nördlich) herbeigeschafft werden musste und hauptsächlich bereits bei den älteren – später jedoch meist zerstörten – Großmenhiren Verwendung fand.

### Aufbau

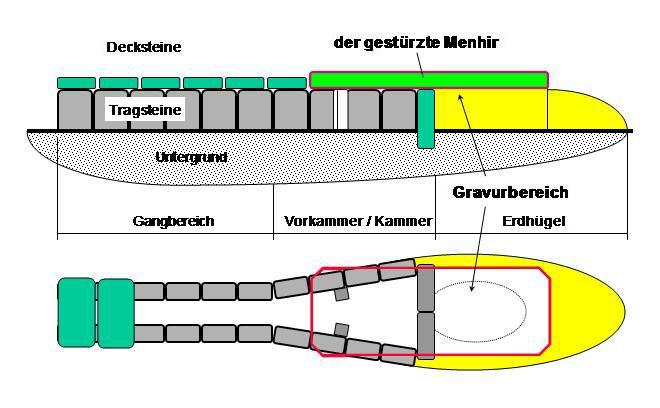
Mané Rutual – schematische Schnitte

Das Galeriegrab liegt heute weitgehend frei. Ehemals war es wahrscheinlich – wie die inzwischen rekonstruierten Bauten in der Umgebung (Gavrinis, Table des Marchand) – von einem Tumulus (Cairn) aus kleinen Steinen, später dann auch von Dünensand, Erde und Gras bedeckt. Es besteht aus etwa 35 Orthostaten und sieben – teilweise zerbrochenen – Deckensteinen, deren Kopfhöhe vom Eingang (Höhe ca. 1,25 m) über die Vorkammer (Höhe ca. 1,50 m) bis hin zur eigentlichen Kammer (Höhe etwa 1,80 m) leicht ansteigt. Der Gang verbreitert sich etwa ab der Mitte des Bauwerks und bildet eine trapezförmige Vorkammer aus, in deren Eingangszone zwei seitliche Trennsteine stehen. Teile der Vorkammer und die gesamte eigentliche Hauptkammer sind mit einer der größten Steinplatten (Länge ca. 11,40 m, Breite etwa 4,15 m, Dicke ca. 0,60 m) der Megalithzeit bedeckt. Bei dieser Steinplatte handelt es sich um ein Teilstück eines älteren, wahrscheinlich absichtlich zerbrochenen und hier wiederverwendeten Groß-Menhirs. Auch zwei kleinere Menhire wurden hier als Decksteine eingesetzt. Da einige der Orthostaten der Hauptkammer im sandigen Untergrund eingesunken oder teilweise umgestürzt sind, wird die Deckenplatte der Hauptkammer heutzutage im Wesentlichen von Betonpfeilern gestützt.

## Ornamentik

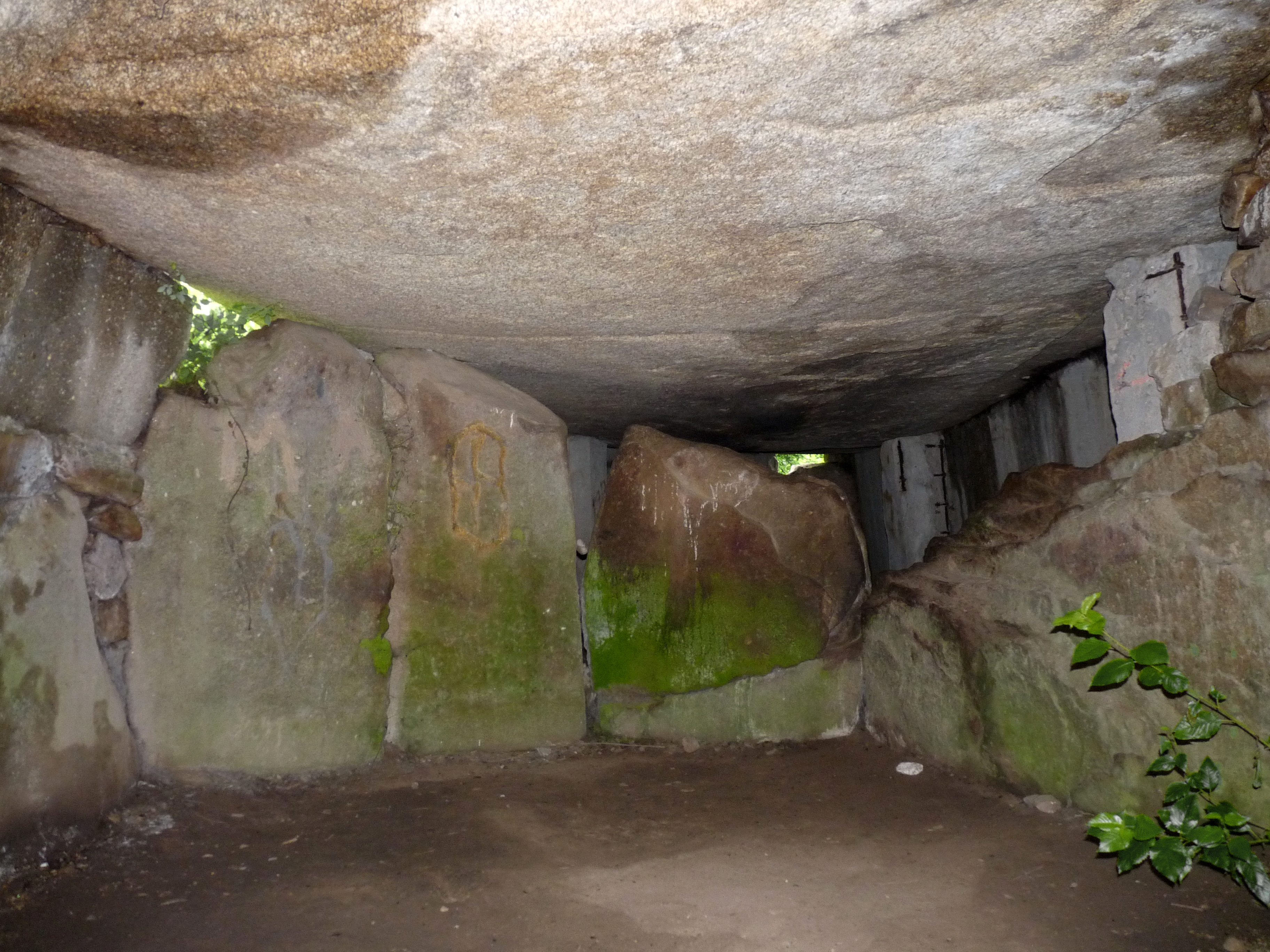
Mané Rutual Kammerende

Die Steine von Mané Rutual sind kaum ornamentiert; lediglich auf zwei Orthostaten im Gangbereich und einem als Deckstein verwendeten kleinen Menhir sind Axtmotive erkennbar. Der große Deckstein der Hauptkammer ist mit einem sogenannten „Schild-Idol“ und mit einem keilförmigen Axtmotiv geschmückt; letzteres ist nur teilweise erhalten.

## Datierung und Bedeutung
Da im Mané Rutual – wie in den meisten Dolmen der Megalithzeit – weder Skelettreste noch Grabbeigaben gefunden wurden, ist eine Datierung des Bauwerks schwierig. Durch die Wiederverwendung eines Bruchstücks eines älteren Menhirs als Deckstein steht der Dolmen Mané Rutual jedoch in einer Linie und somit eventuell auch in einem engen zeitlichen Zusammenhang mit den anderen Megalithanlagen von Locmariaquer (Table des Marchand, Er Grah, Mané Lud) und Gavrinis, die in die Zeit zwischen 4200 und 4000 v. Chr. datiert werden. Mané Rutual ist jedoch insgesamt niedriger und die Steinbearbeitung der Orthostaten ist weit weniger aufwendig.
Durch die Dreiteilung des Baues in Gang, trapezförmige Vorkammer und Hauptkammer unterscheidet sich Mané Rutual von anderen Dolmen.
Die Zerstörung von Großmenhiren und die anschließende Wiederverwendung der Bruchstücke lassen auf einen – möglicherweise tiefgreifenden – kulturell-religiösen Wandel schließen.

## Umgebung
Nur etwa 50 m vom Mané Rutual entfernt finden sich die vier Teilstücke des etwa 500 bis 1000 Jahre älteren sogenannten Bronzo-Menhirs ('Men-Bronso').